# Potash Corporation of Saskatchewan

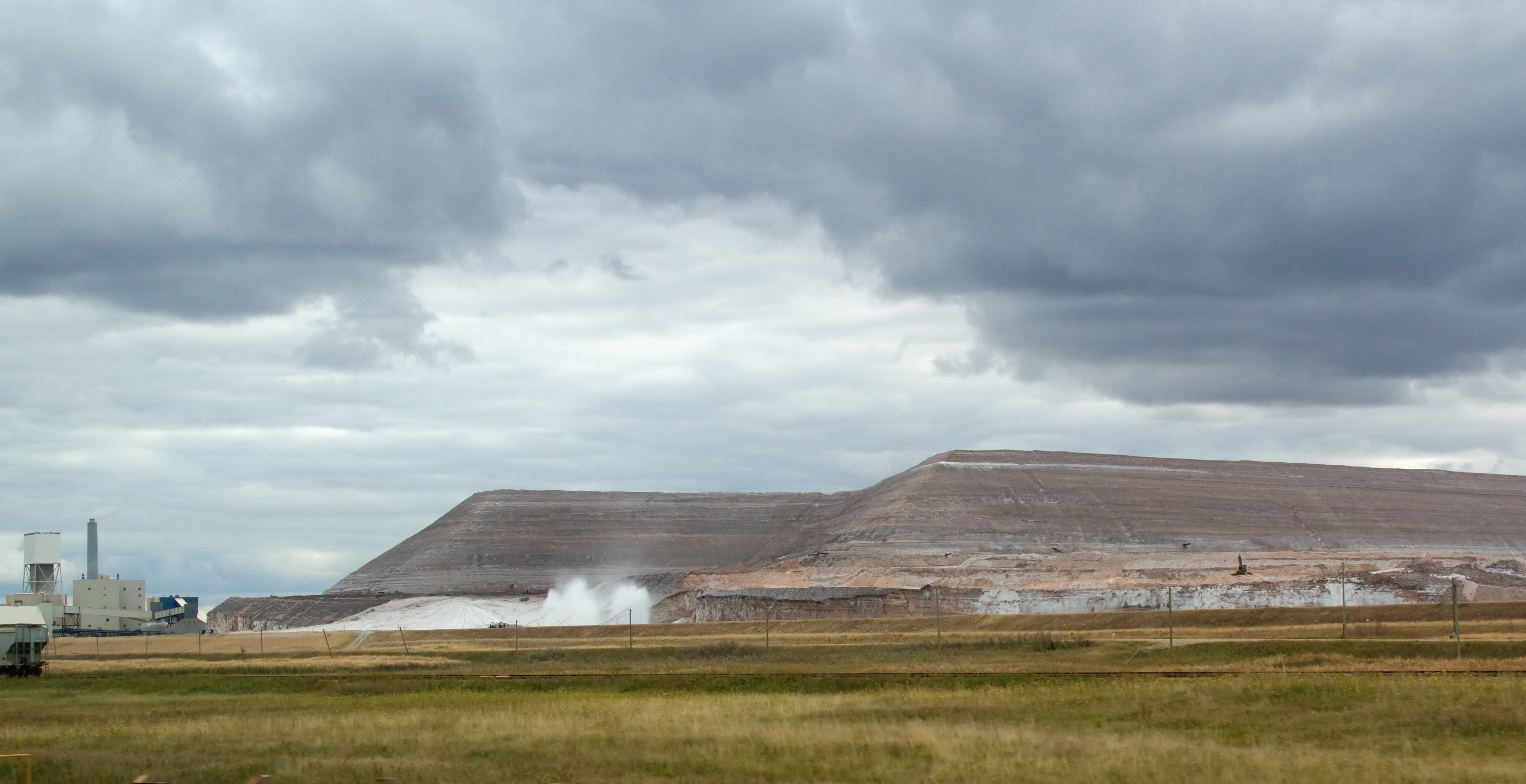
Bergwerk Rocanville

Potash Corporation of Saskatchewan (PotashCorp) war ein Unternehmen aus Kanada mit Firmensitz in Saskatoon. Das Unternehmen war an der Toronto Stock Exchange im Aktienindex S&P/TSX 60 notiert.
Das Unternehmen hatte die weltgrößten Kapazitäten bei der Herstellung von Düngemitteln.
Potash Corp wurde 1975 von der Provinzregierung von Saskatchewan gegründet. 1989 ging das Unternehmen an die Börse und wurde privatisiert, in den 1990er Jahren erwarb es mehrere US-amerikanische Kaliumchloridproduzenten wie die Potash Company of America, Florida Favorite Fertilizer, Texasgulf und Arcadian Corporation. 
2010 versuchte das australische Unternehmen BHP Billiton eine feindliche Übernahme der Potash Corp. Nach monatelangem Übernahmekampf gab BHP Billiton seine Pläne wegen des Widerstands seitens der kanadischen Politik auf.
Potash Corp gründete zusammen mit The Mosaic Company und Agrium die gemeinsame Marketing- und Vertriebsgesellschaft Canpotex. Diese bewirbt und vertreibt Kali der drei Hersteller außerhalb Amerikas. Im Januar 2018 fusionierte Potash Corp mit Agrium zu Nutrien.